# Sportverein Grödig 2012-2013
Questa pagina raccoglie i dati riguardanti lo Sportverein Grödig nelle competizioni ufficiali della stagione 2012-2013.

## Stagione
Il Grödig conquista la prima promozione in Bundesliga della sua storia. Dopo una partenza lanciata dell'Austria Lustenau, che mantiene la testa ininterrottamente per le prime 24 giornate. I salisburghesi occupano la vetta il 1º aprile 2013, dopo la vittoria di St. Pölten (1-2) e grazie alla sconfitta per 3-0 patita il giorno successivo dall'Austria Lustenau a Linz, contro il Blau-Weiß.
La settimana seguente, la formazione del Vorarlberg recupera temporaneamente il primo posto, vincendo il derby per 1-0, mentre il Grödig cade in casa contro il Kapfenberger SV con lo stesso punteggio. Ma il 9 aprile, battendo nettamente il Blau-Weiß a Linz (3-0) i salisburghesi scavalcano nuovamente i bianco-verdi di Lustenau, fermati sullo 0-0 nella capitale dal First Vienna. Da allora, i bianco-blu non lasceranno più la vetta della Erste Liga.
La matematica certezza della promozione arriva nello scontro diretto, il 3 maggio 2013, vinto per 2-1 all'Untersberg-Arena. Il Grödig festeggia così la prima promozione in Bundesliga della sua storia.

## Società

### Staff tecnico
Aggiornato al 5 maggio 2013.
- Christian Haas - Direttore sportivo
- Adolf Hütter - Allenatore
- Edi Glieder - Vice-allenatore
- Hubert Auer - Preparatore dei portieri
- Otto Kraushofer - Massaggiatore
- Andreas Britz - Fisioterapista
- Rudi Codalonga - Team manager

## Rosa
Aggiornata al 5 maggio 2013.
| N. |                     | Ruolo | Calciatore       |
| -- | ------------------- | ----- | ---------------- |
| 1  | Austria (bandiera)  | P     | David Schartner  |
| 2  | Austria (bandiera)  | D     | Thomas Zündel    |
| 3  | Austria (bandiera)  | D     | Marco Taschwer   |
| 4  | Austria (bandiera)  | D     | Dominique Taboga |
| 7  | Slovenia (bandiera) | A     | Tadej Trdina     |
| 8  | Austria (bandiera)  | C     | Stefan Lexa      |
| 10 | Austria (bandiera)  | A     | Mersudin Jukic   |
| 11 | Austria (bandiera)  | C     | Peter Tschernegg |
| 12 | Austria (bandiera)  | D     | Robert Strobl    |
| 13 | Spagna (bandiera)   | D     | Ione Cabrera     |
| 15 | Austria (bandiera)  | A     | David Witteveen  |

| N. |                    | Ruolo | Calciatore       |
| -- | ------------------ | ----- | ---------------- |
| 16 | Austria (bandiera) | C     | Mario Leitgeb    |
| 17 | Austria (bandiera) | C     | Ernst Öbster     |
| 18 | Serbia (bandiera)  | C     | Aleksandar Simic |
| 20 | Austria (bandiera) | C     | Simon Handle     |
| 22 | Austria (bandiera) | D     | Stefan Nutz      |
| 24 | Austria (bandiera) | P     | Hubert Auer      |
| 25 | Austria (bandiera) | C     | Thomas Salamon   |
| 27 | Austria (bandiera) | C     | Christian Hayden |
| 28 | Austria (bandiera) | D     | Fabian Hafner    |
| 29 | Austria (bandiera) | C     | Lukas Schubert   |
| 30 | Austria (bandiera) | P     | Kevin Fend       |